# Vlag van Borgloon
De vlag van Borgloon werd door de gemeenteraad op 21 april 1980 officieel vastgesteld als de gemeentelijke vlag van de Belgisch Limburgse gemeente Borgloon. Op 6 augustus 1980 werd hij door het koninklijk besluit bevestigd en uiteindelijk gepubliceerd op 25 september 1980 en opnieuw op 4 januari 1995 in het officiële Belgisch Staatsblad.
Officieel wordt de vlag beschreven als:
Tien even hoge banen van geel en van rood.
De vlag is volledig gebaseerd op het gemeentewapen en ziet er dus helemaal hetzelfde uit.
In 2025 is Borgloon samen met Tongeren opgegaan in de gemeente Tongeren-Borgloon. De vlag is daardoor als gemeentevlag komen te vervallen.

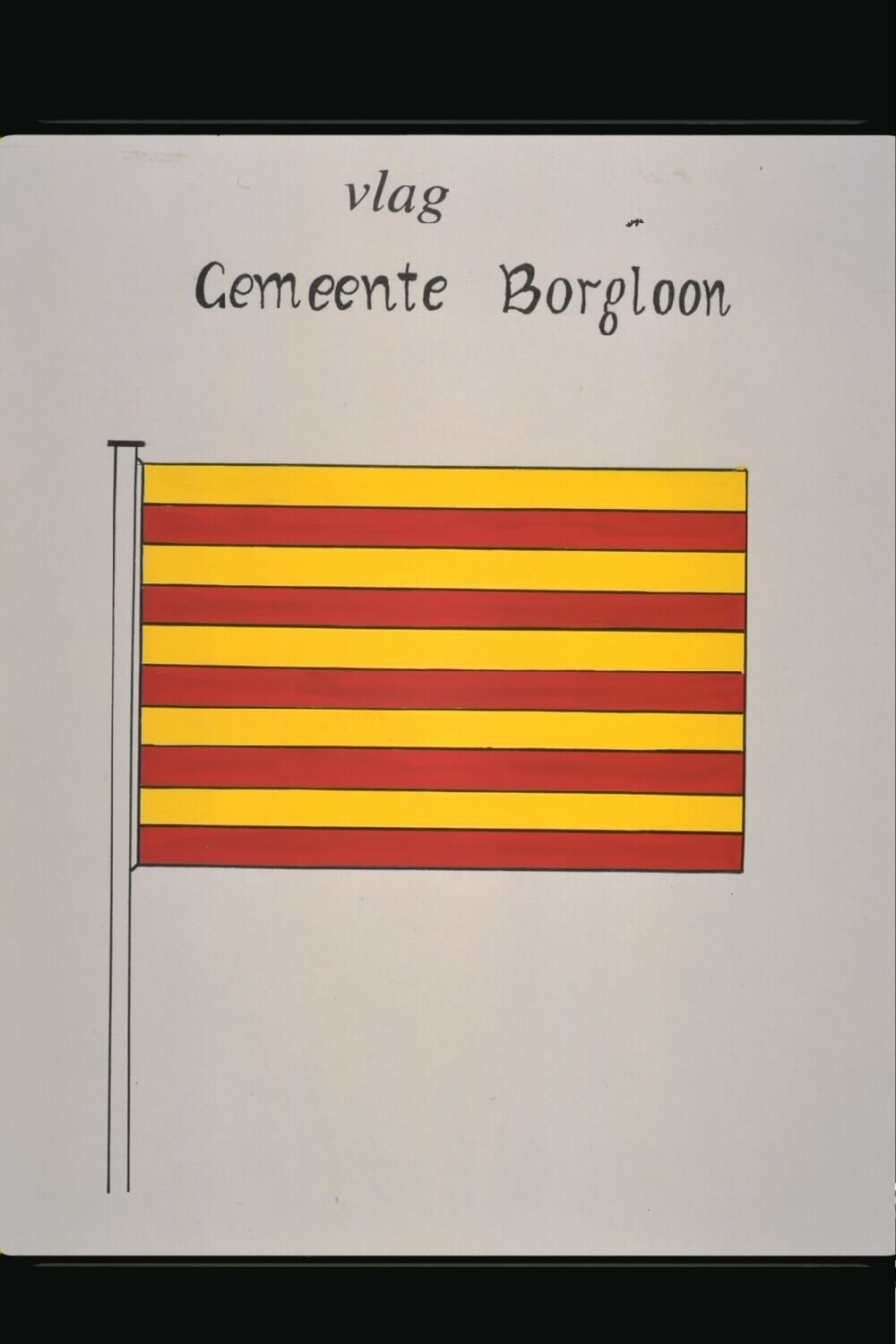
Officiële tekening van de vlag